# 奇戈羅多
奇戈羅多是哥倫比亞的城鎮，位於該國西北部，由安蒂奧基亞省負責管轄，距離首府麥德林306公里，始建於1878年，面積608平方公里，海拔高度34米，2002年人口57,556。
7°41′N 76°41′W / 7.683°N 76.683°W